# 五箇村 (山梨県)
五箇村（ごかむら）は山梨県南巨摩郡にあった村。現在の早川町中部、早川左岸、早川町役場の対岸にあたる。

## 地理
- 河川：早川

## 歴史
- 1874年（明治7年）12月 - 巨摩郡笹走村・榑坪（くれつぼ）村・千須和（せんずわ）村・薬袋（みない）村・塩之上村が合併して五箇村となる。
- 1878年（明治11年）7月22日 - 郡区町村編制法の施行により、五箇村が南巨摩郡の所属となる。
- 1889年（明治22年）7月1日 - 町村制の施行により、五箇村が単独で自治体を形成。
- 1956年（昭和31年）9月30日 - 都川村・三里村・硯島村・本建村・西山村と合併して早川町が発足。同日五箇村廃止。